# Панденульф (князь Капуи)
Панденульф — граф Капуи в 862—863 и 879—882 годах. Сын и преемник графа Капуи Пандо, внук Ландульфа I Старого. Был отстранён своим дядей, епископом Ландульфом II, после его смерти отстаивал свои династические права против кузена Ландо III и был вновь свергнут.

## Биография
Панденульф наследовал отцу в 862 году, но был лишён власти своим дядей епископом Капуи Ландульфом II, совместившим в своём лице светскую и духовную власть в княжестве. После смерти князя-епископа Панденульф вернул себе княжеский титул, но был вынужден отстаивать свои права в борьбе со своим кузеном Ландо III (сыном Ланденульфа, третьего сына графа Ландульфа I Старого). Ландо III при поддержке салернского князя Гвефера захватил Кайаццо и Калино, а в руках Панденульфа находились Теано и Казерта. Панденульф был вынужден обратиться за помощью к беневентскому князю Гаидерису и византийскому стратигу (наместнику) Григорию. Последние прибыли в Нолу на помощь Панденульфу, но после отказа Панденульфа признать себя вассалом Беневенто, объединились с Ландо III и салернским отрядом, и вся коалиционная армия осадила Капую. После ухода беневентского князя осада Капуи вскоре была снята.
В это же время Панденульф оказался участником конфликта с папой римским Иоанном VIII. Жители Капуи избрали епископом Ландульфа, младшего брата Ландо III, но Панденульф изгнал его. В то же время Панденульф признал себя вассалом Святого престола, но в качестве ответного хода попросил назначить своего брата Ланденульфа епископом Капуи и отправил его в Рим для хиротонии. Епископ Теано и аббат Монте-Кассино убеждали папу не поддаваться уговорам Панденульфа, но Иоанн VIII, желая примирения двух епископов и стоявших за ними князей, принял компромиссное решение. Ландульф, брат Ландо III, был признан епископом Старой Капуи, а Ланденульф, брат Панденульфа —епископом Новой Капуи. При посредничестве папы Панденульф примирился с кузеном Ландо III.
По призыву Иоанна VIII Панденульф вступил в войну с гаэтанским герцогом, которого папа отлучил от Церкви. Благодаря успешной кампании Панденульфа герцог Гаэты признал себя вассалом Святого Престола. В это же время Капуя подверглась нападению другого отлучённого папой правителя — неаполитанского герцога-епископа Афанасия. Воспользовавшись отсутствием Панденульфа, Афанасий захватил Капую, объявил об изгнании князя и сам принял власть над княжеством в качестве вассала Салерно.